# Jungfru Maria, jungfru Maria, min Herres mor
Jungfru Maria, jungfru Maria, min Herres mor är en psalm skriven av Eva Norberg 1957. Melodin (F-dur, 4/4) är komponerad av Per Erik Styf (1923–2016) samma år.
Text och musik är upphovsrättsligt skyddade.

## Publicerad i
- Kyrkovisor för barn som nr 741 under rubriken "Kyndelsmässodagen".
- 1986 års psalmbok som nr 479 under rubriken "Kyndelsmässodagen".
- Finlandssvenska psalmboken 1986 som nr 52 under rubriken "Kyndelsmässodagen".